# Neodrymonia coreana
Neodrymonia coreana är en fjärilsart som beskrevs av Matsumura 1922. Neodrymonia coreana ingår i släktet Neodrymonia och familjen tandspinnare. Inga underarter finns listade i Catalogue of Life.